# Зарбекк
Зарбекк (нем. Saerbeck) — община в Германии, в земле Северный Рейн-Вестфалия.
Подчиняется административному округу Мюнстер. Входит в состав района Штайнфурт.  Население составляет 7302 человека (на 31 декабря 2010 года). Занимает площадь 58,98 км².